# Da Vinci-systemet (robotkirurgisystem)

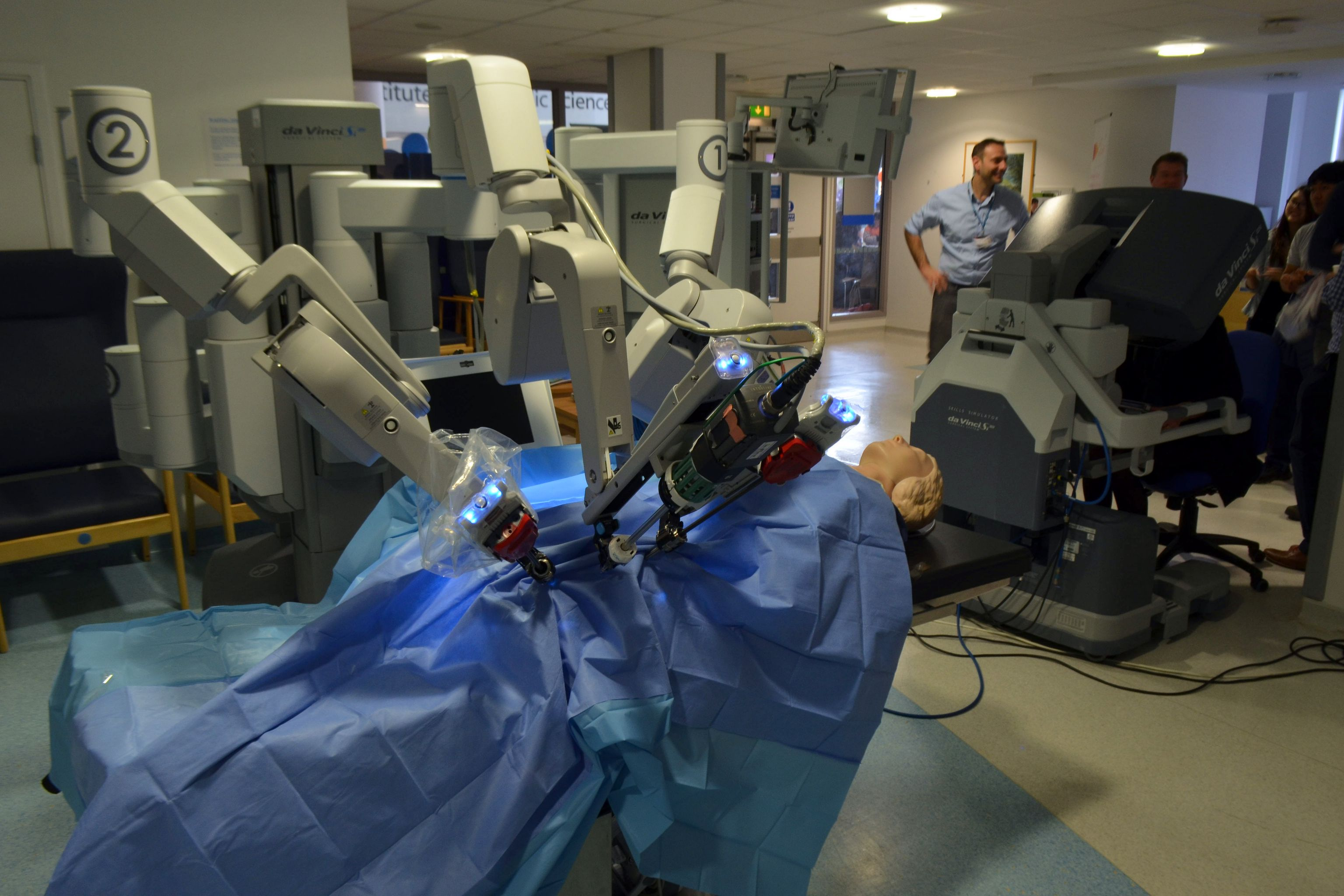
Operation med da Vinci-systemet

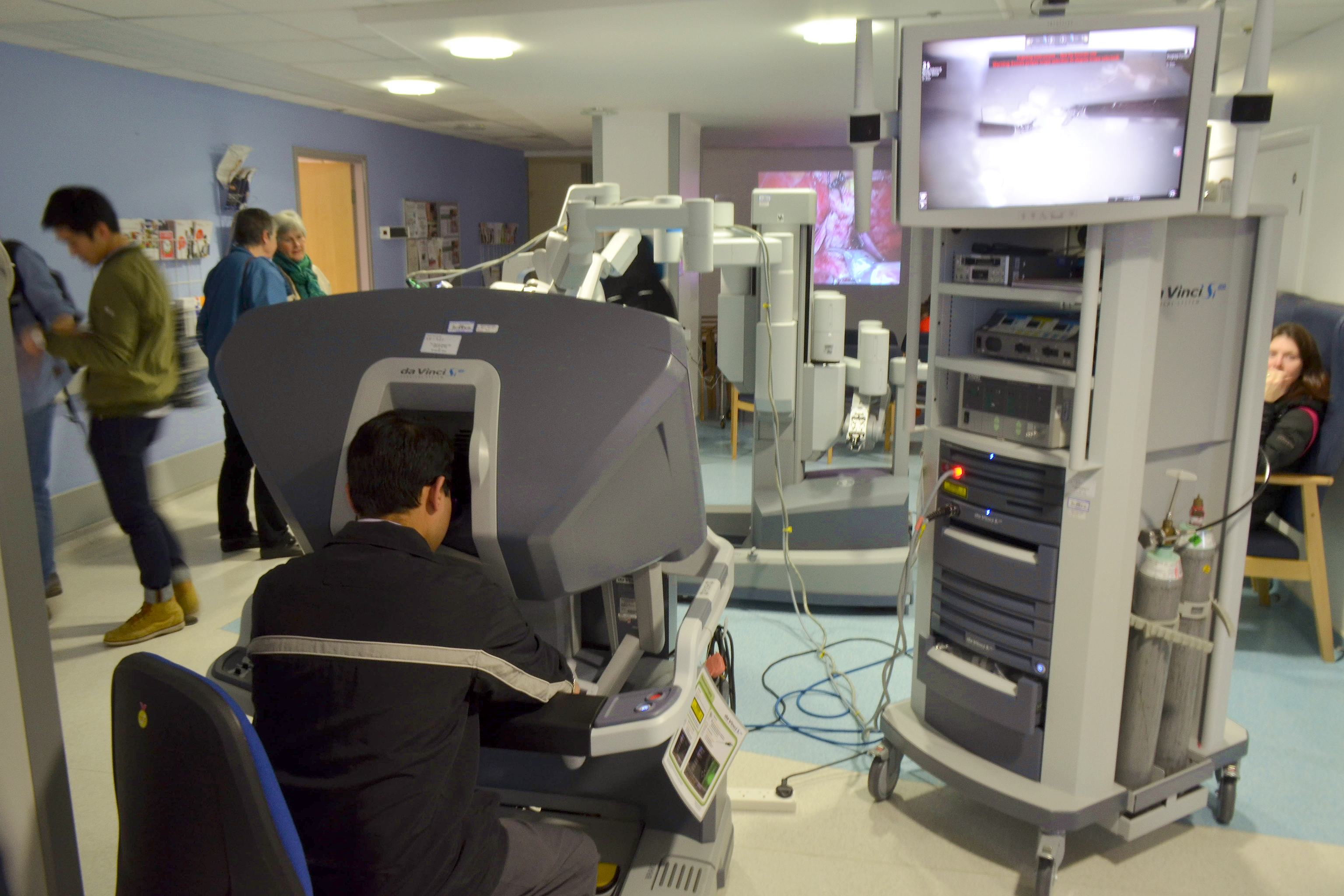
En kirurgkonsol som kirurgen sitter vid och styr robotarmarna

Da Vinci-systemet är ett robotkirurgiskt system som utvecklats av det amerikanska företaget Intuitive Surgical. Systemet använder ett minimalt invasivt kirurgiskt tillvägagångssätt och är idag vanligt förekommande inom sjukvården där den används för till exempel prostatektomier, njurkirurgiska och gynekologiska ingrepp.  
År 2012 användes systemt vid cirka 200 000 operationer, oftast för hysterektomier och prostatektomier. Systemet kallas "da Vinci" eftersom Leonardo da Vincis studier av människans anatomi och mekanik så småningom bidrog till utvecklingen av den första kända roboten i historien.

## Medicinsk användning
Systemet har använts vid följande procedurer:
- Radikal prostatektomi, pyeloplastik, cystektomi, nefrektomi och ureteral reimplantation
- Hysterektomi, myomektomi och sakrokolpopexi
- Reparation av hiatalbråck och ljumskbråck
- GI-operationer inklusive resektioner och kolecystektomi
- Transoral robotkirurgi (TORS) för huvud- och halscancer
- Lungtransplantation - da Vinci-systemet användes vid världens första helt robotkirurgiska lungtransplantation.[3]

## Uppbyggnad
Da Vinci-systemet består av en kirurgskonsol som vanligtvis är i samma rum som patienten som opereras, samt en patientvagn som placeras bredvid patienten. På denna vagn finns tre till fyra interaktiva robotarmar (beroende på modell) som styrs från konsolen. Armarna håller föremål och kan fungera som skalpeller, saxar, diatermi eller gripare. Den sista armen styr 3D-kamerorna. Kirurgen använder kontrollerna på konsolen för att manövrera vagnens robotarmar på patientsidan.